# Hans-Georg Tersling
Hans-Georg Tersling (n. 7 decembrie 1857, Karlebo Parish⁠(d), Regiunea Hovedstaden, Danemarca – d. 3 noiembrie 1920, Menton, Alpes-Maritimes, Franța) a fost un arhitect danez.
A fost unul dintre principalii arhitecți ai Coastei de Azur în anii 1890 - 1914.
Producția sa constă în principal în lucrări de stil neoclasic, Ludovic al XVI-lea și este uneori inspirat de Renașterea italiană.

## Biografie

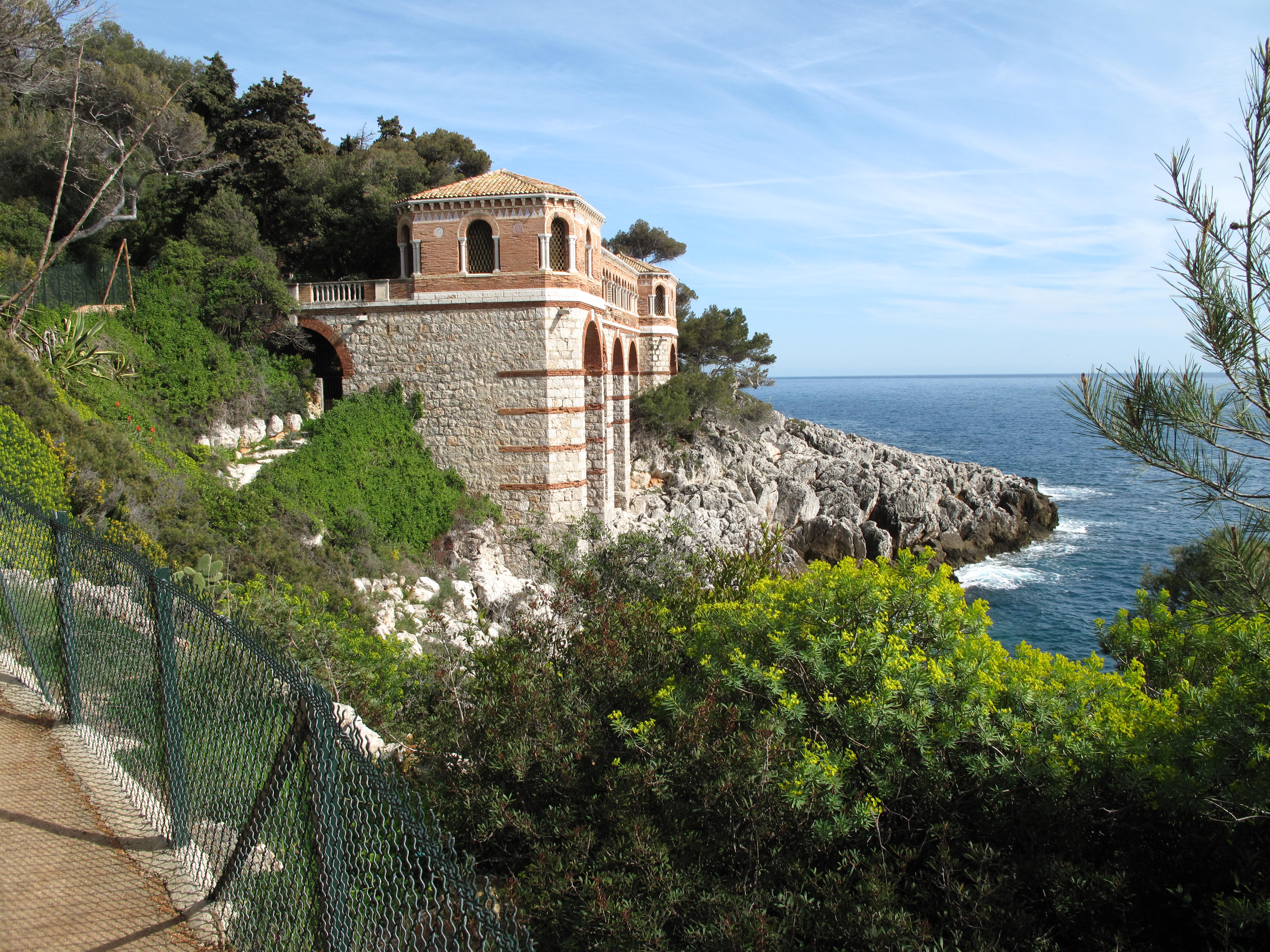
Villa Cyrnos la Cap Martin

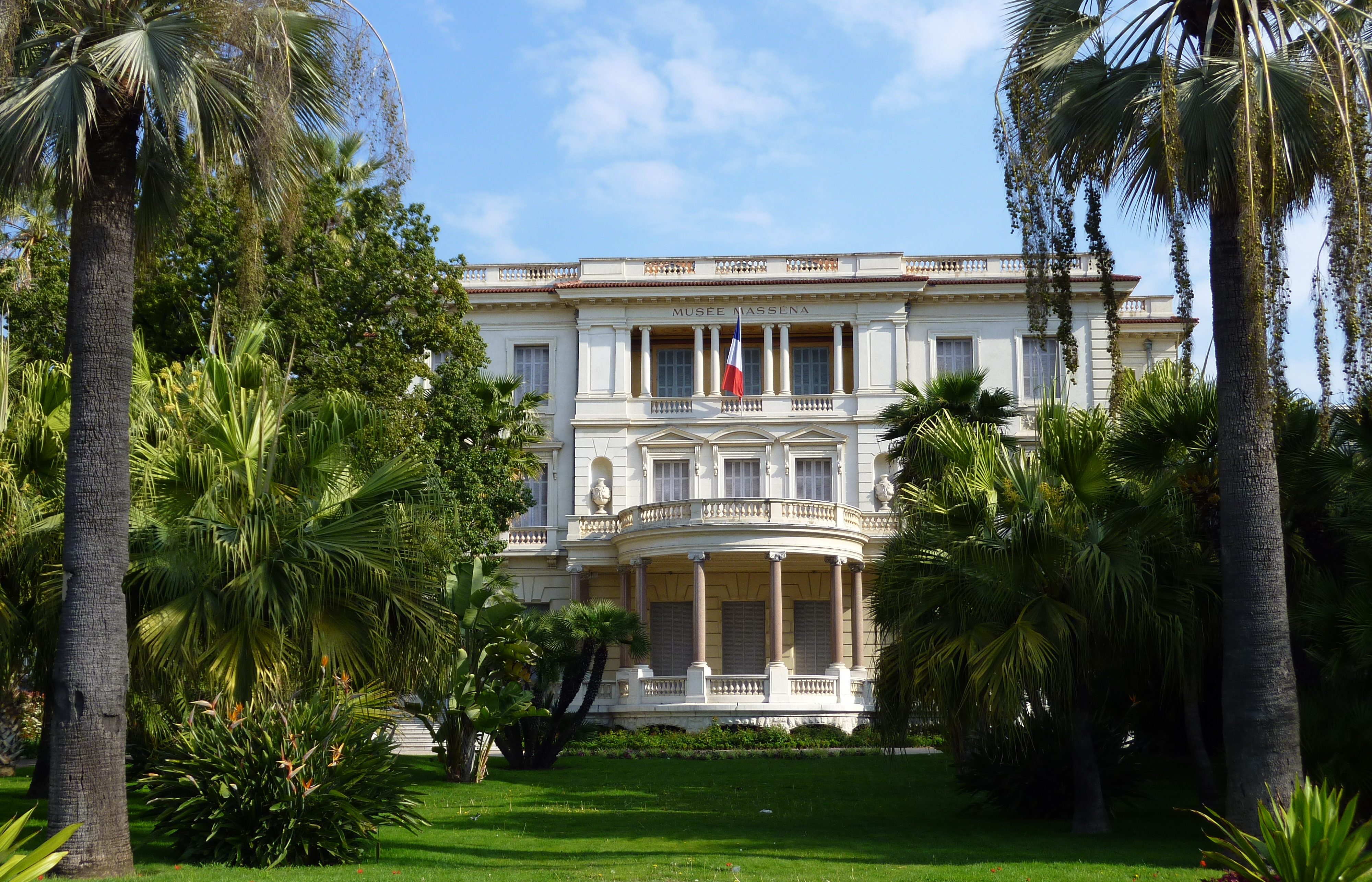
Villa Masséna la Nice, acum Muzeul Masséna

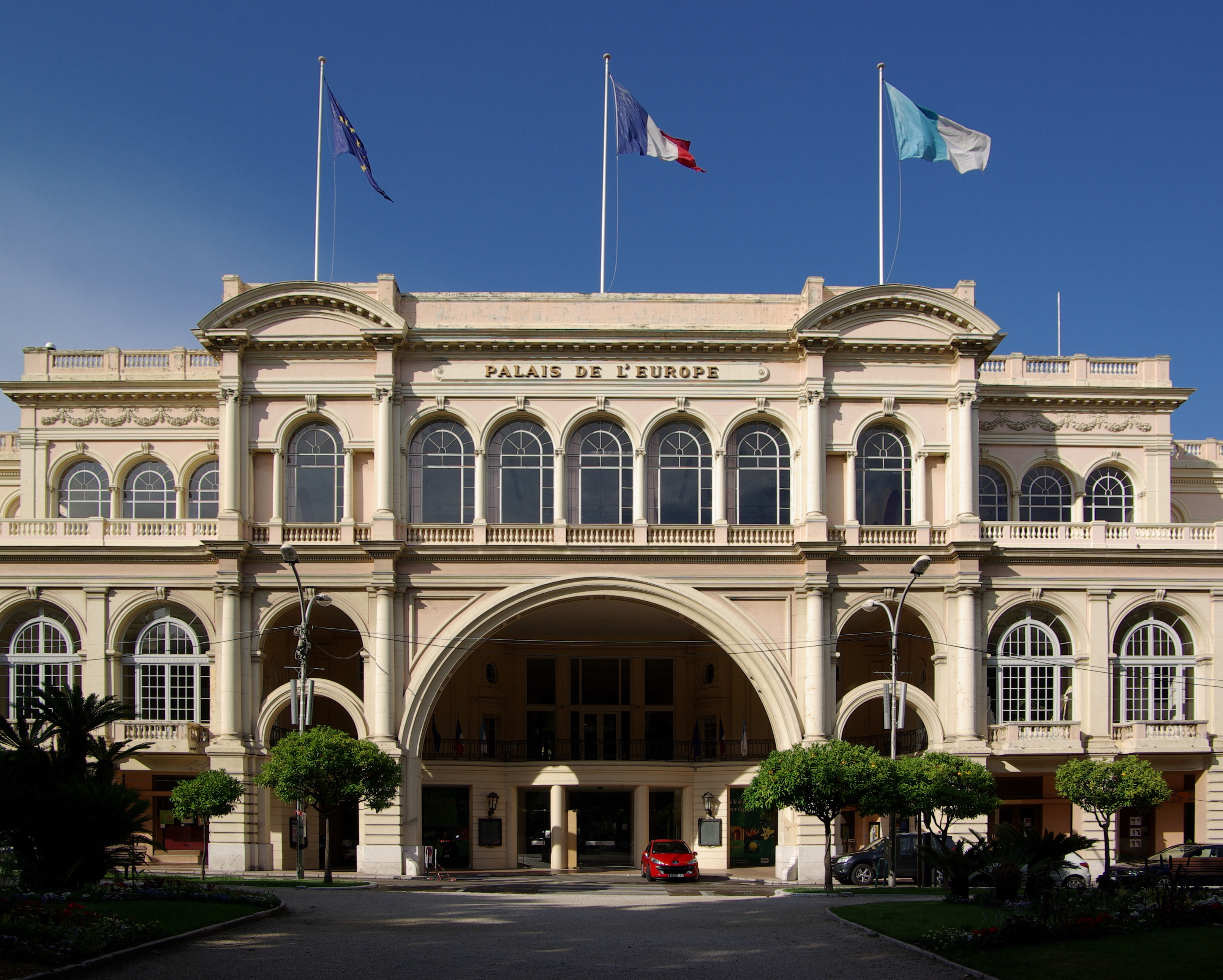
Vechiul cazinou din Menton, acum Palais de l'Europe

Hans-Georg Tersling s-a născut într-o fermă. Tatăl său a murit când avea trei ani. S-a calificat ca tâmplar și apoi a urmat cursurile Academiei Regale Daneze de Arte Plastice, unde a absolvit în 1879.
După absolvire, Tersling a călătorit în Franța. El a fost angajat de Charles Garnier, arhitectul Operei din Paris pentru a lucra la Casinoul din Monte-Carlo pentru care a proiectat Camera Schemitt  Ulterior, s-a întors la Paris, dar s-a stabilit definitiv la Menton în 1887
El a fost angajat de George Calvin White din "Whisky Black & White" pentru a construi Grand Hôtel din Cap-Martin. Acest hotel de lux, finalizat în 1890, a avut un succes imediat cu frecventarea împăratului Franz Joseph al Austriei care a stat acolo de patru ori între 1896 și 1897 . Dar și pe cele ale soției sale Elisabeta a Austriei.
A construit apoi în 1892 Villa Cyrnos pentru fosta împărăteasă Eugénie a Franței și în 1908 vila Les Rochers
Villa Cyrnos a impresionat-o pe împărăteasa Rusiei care a dorit să construiască Biserica Rusă din Menton pentru marea comunitate ortodoxă care a venit să locuiască în Menton.
Pentru Victor Masséna, în 1899 a construit vila Masséna la Nisa, astăzi Muzeul Masséna.
În 1905, a câștigat o competiție internațională pentru construcția conacului Olympe Hériot din Paris.
În 1909, a construit cazinoul municipal din Menton, transformat în "Galeria de artă a Palatului Europei". 
Odată cu izbucnirea primului război mondial, cariera lui Tersling s-a încheiat, deoarece mulți dintre clienții săi bogați au dispărut și i-au lăsat comenzi neplătite. A murit aproape distrus la Menton în 1920.

## Principalele lucrări
- 1888 - Hotelul Metropolitan din Monte-Carlo
- 1890 - Grand Hôtel din Cap-Martin
- 1892 - Vila Cyrnos, Cynthia, et White la cap Martin
- 1893 - Vila Aréthuse-Trianon la cap Martin
- 1895 - Vila Hermitage-Malet la Cap-d’Ail
- 1896 - Palatul Carnolès la Menton
- 1898 - Hotelul Bristol la Beaulieu-sur-Mer
- 1899 - Vila Masséna la Nice
- 1900 - Hôtel du golf la Sospel
- 1900 - Biserica Rusă din Menton
- 1900 - Vila La loggia la Villefranche-sur-Mer
- 1903 - Hôtel Hériot (Paris), 41-49, rue de la Faisanderie
- 1904 - Vila Lairolle la Nice
- 1904 - Vila Casa del Mare la Roquebrune-Cap-Martin
- 1905 - Hotel Hériot la Paris, 8, rue Euler
- 1906 - Palatul Viale la Menton
- 1908 - Cazinoul municipal din Menton, transformat în "Galeria de artă a Palatului Europei"
- 1911 - Contribuție la biserica Sacré-Cœur din Menton
- 1913 - Hotelul Impérial la Menton